# Presqu'île

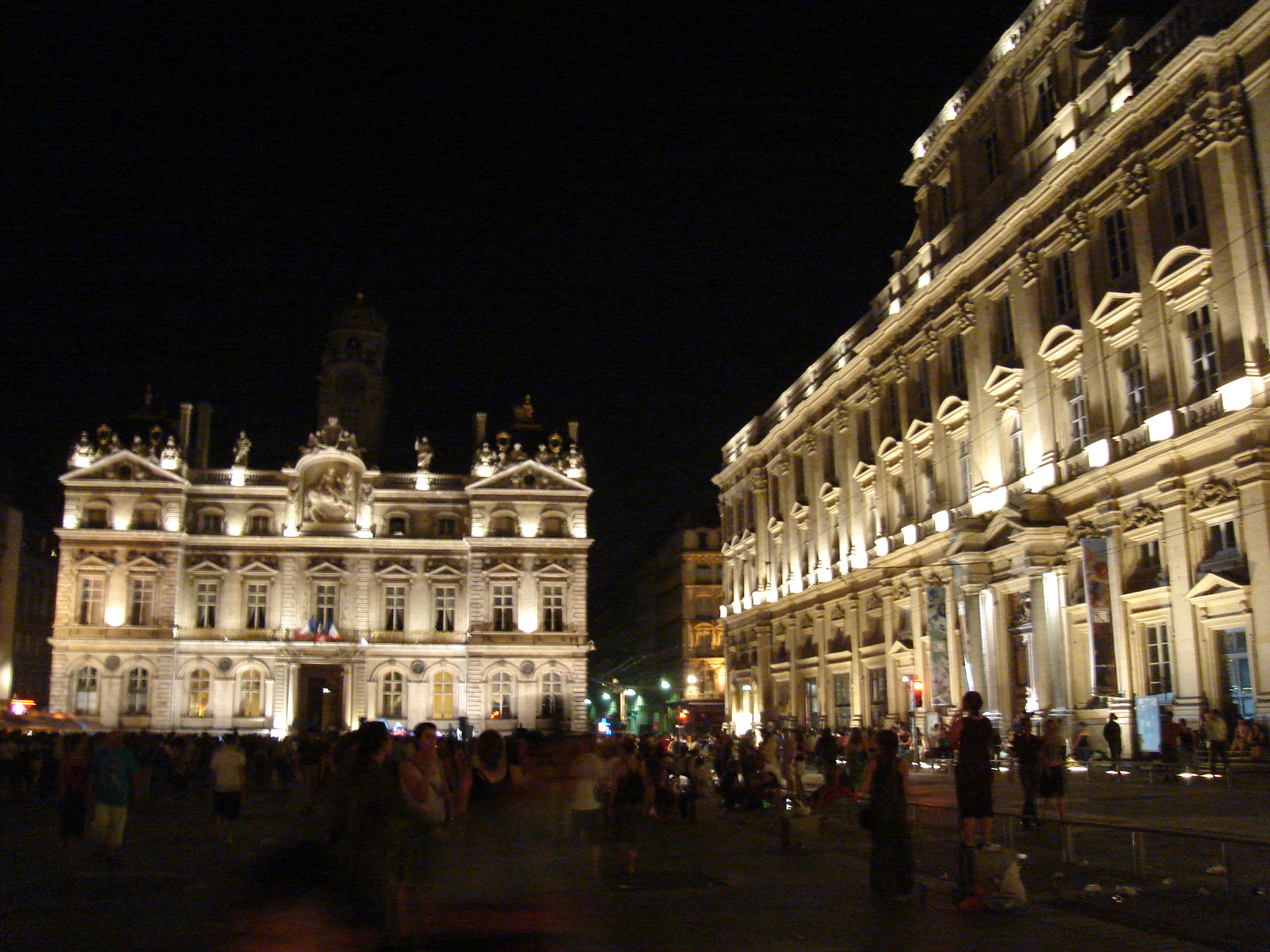
Plaça des Terreaux, al nord de Presqu'île.

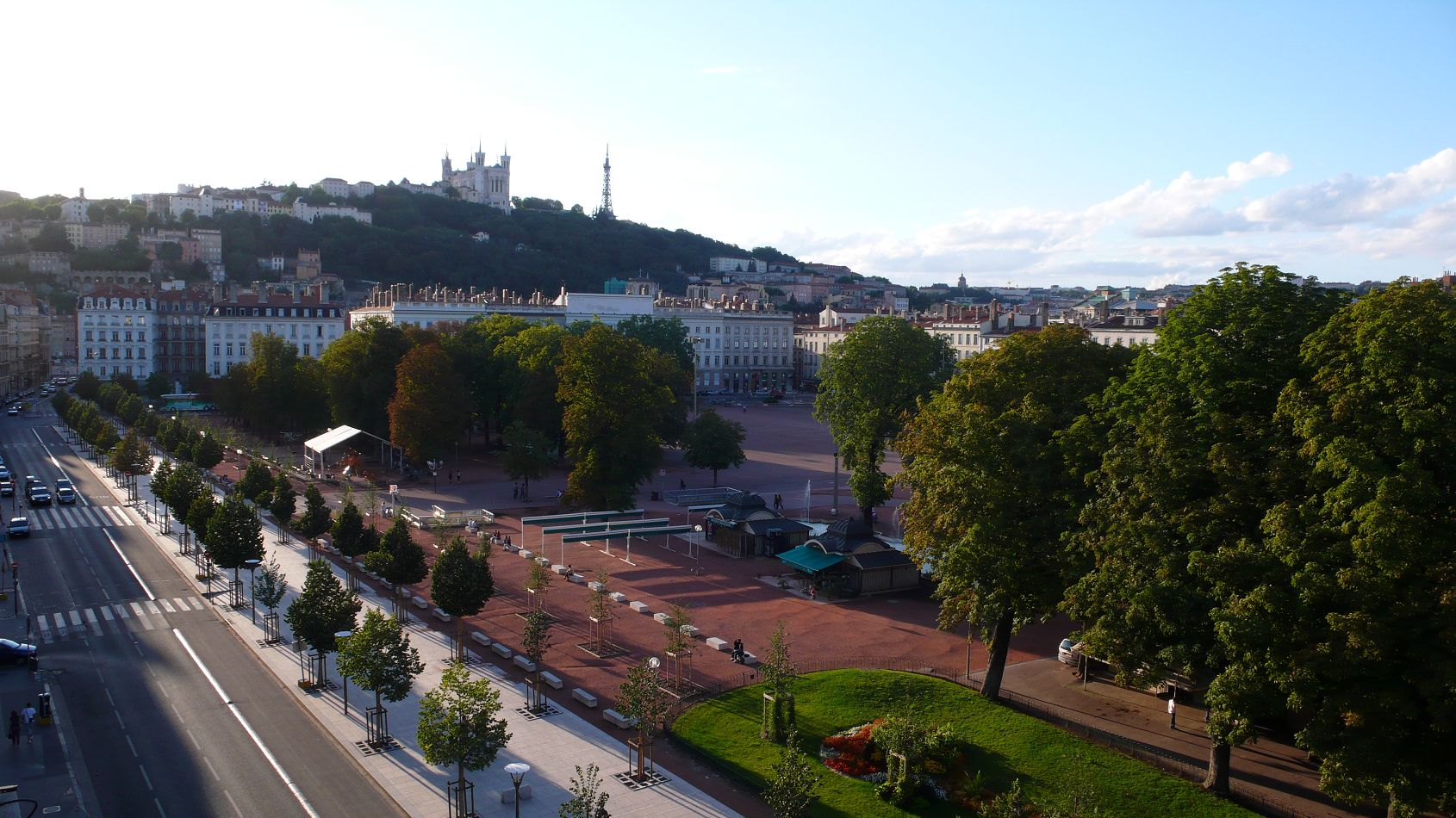
Plaça Bellecour.

La Presqu’île (francès per a península) és el centre de Lió, França. S'estén des dels peus del turó de la Croix-Rousse fins a la confluència dels rius Roine i Saona, abastant el 1er i 2n arrondissement de la ciutat. És classificada com a Patrimoni de la Humanitat per la UNESCO des del 1999.
Hi predominen cafeteries, restaurants, botigues de luxe, grans magatzems, bancs, edificis governamentals i institucions culturals. Conté l' Hôtel de Ville (ajuntament). Els capitells de l'església de Sant Nizier, reconstruïda a partir del segle xiv, s'on al peu de l'antic pont del riu Saona. Encara que el centre financer se situa a l'est, al districte 3, els senyals de tràfic que indiquen el centre de la ciutat porten als conductors a la Plaça de Bellecour al Districte 2.

## Història
La zona era un contrapunt important al Vieux Lyon en l'edat mitjana i el Renaixement. Encara existeixen molts carrers pintorescos, com la rue Mercière, on es van instal·lar impressors i llibreters als segles xv i xvi i que encara té alguns edificis magnífics. El Museu d'Impressió, a l'antic Hôtel de la Couronne, mostra com s'imprimien els primers llibres a Lió. Places, en molts casos amb fonts, i esglésies escampades per tots costats recorden la presència de mants convents, entre d'altres el dels dominics (jacobins), celestins i franciscans  (Cordeliers), del qual l'església de sant Bonaventura es va reconstruir al segle xiv. Més al sud, l'Església de sant Martí d'Ainay al barri d'Ainay era originalment l'església de l'Abadia Ainay, un gran monestir benedictí, i queda una joia de l'art romànic a Lió.
La Plaça des Terreaux es va crear al segle xvii, a causa de la construcció de dos importants edificis:
- L'Hôtel de Ville, o Ajuntament, construït entre 1646 i 1655 per l'arquitecte Simon Maupin i decorat pel pintor Thomas Blanchet. El 1674 el Gran Saló va ser devastat pel foc, i la façana que dona a la plaça va ser redissenyada al començament del segle xviii per Jules Hardouin-Mansart.
- El palau de sant Pere, antiga abadia real benedictina. La construcció va començar el 1659 per l'arquitecte d'Avinyó François Royers de la Valfenière. Acull el Museu de Belles arts. El jardí públic de l'antic claustre està decorat amb obres d'escultors famosos i és un tranquil oasi urbà. Als segles xvii i xviii es va crear la plaça Bellecour en honor del Rei Louis XIV.

A la Plaça des Terreaux hi ha molts restaurants i una impressionant estàtua d'una dona en un carro, i és una freqüent destinació turística.

## Història recent

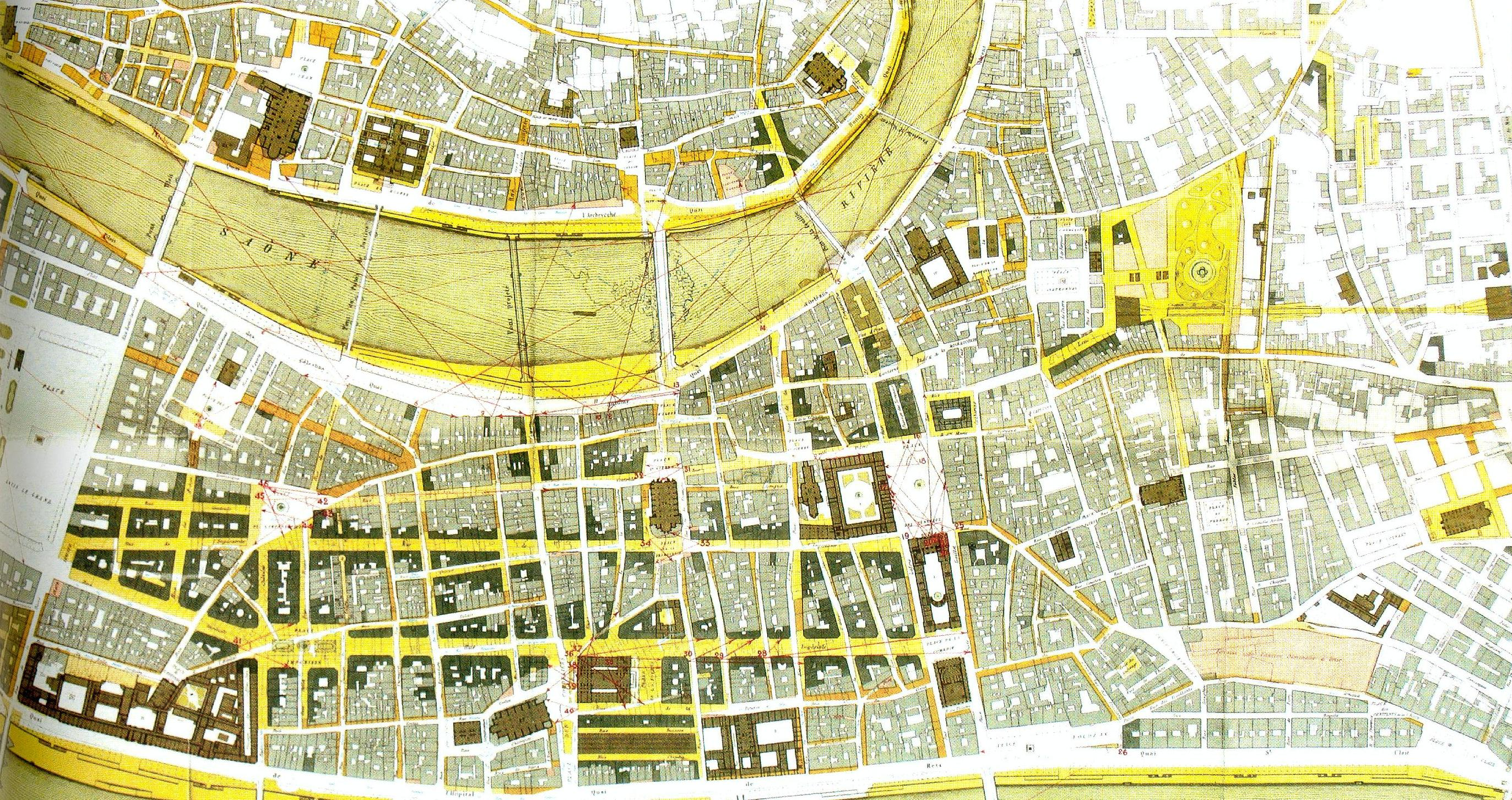
Pla d'obres i edificis de Presqu'île, 1863.

Jacques-Germain Soufflot va expandir l'hospital situat prop de l'antic pont del Roine, i va construir l'Hôtel-Dieu a la riba del riu. L'Hôtel-Dieu, un hospital encara en funcionament, també acull el Musée des Hospices Civils de Lió, que traça la història dels hospitals de la ciutat. Es van construir molts hôtels particuliers als voltants de la plaça Bellecour. L'Hôtel du Gouverneur, construït el 1730, acull el Musée des Tissus (Museu del Teixit) i l'Hôtel de Lacroix Laval, dissenyat per Soufflot, és el Museu d'Arts Decoratives. El 1855, durant el Segon Imperi, Claude-Marius Vaïsse, prefecte del departament del Roine, va crear la Rue de la République i la rue Edouard Herriot com a part d'una sèrie d'ambiciosos projectes d'urbanització. La Borsa, construïda el 1860, és un exemple de l'estil Napoleó III i forma el centre del districte bancari. Al segle xix, es van construir dos teatres: el Teatre Célestins i el Gran Teatre de l'òpera, reconstruïda el 1993 per Jean Nouvel. Són dos dels centres culturals més importants de la ciutat.

## Galeria d'imatges

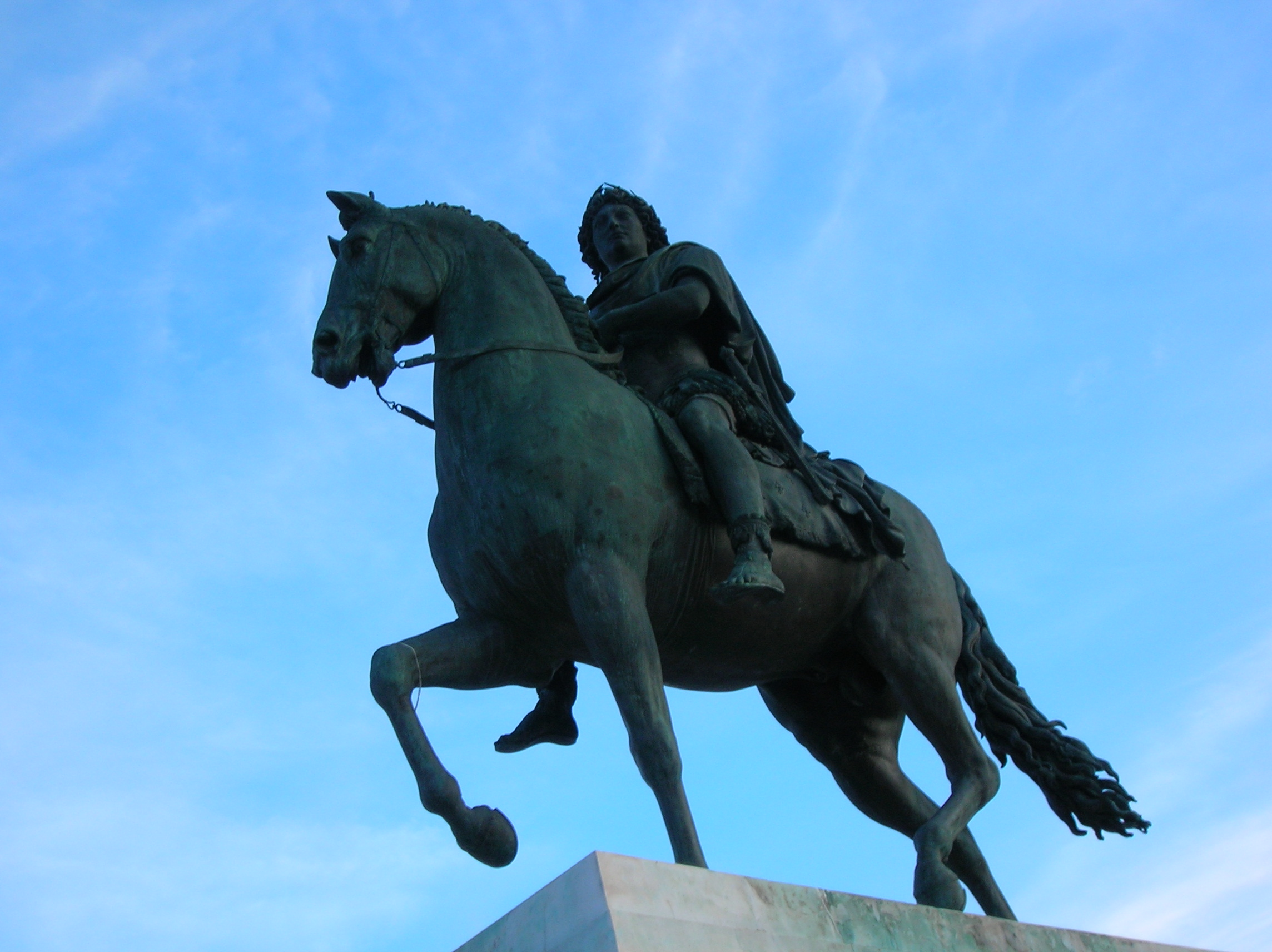
Place Bellecour: estàtua eqüestre de Lluis XIV.
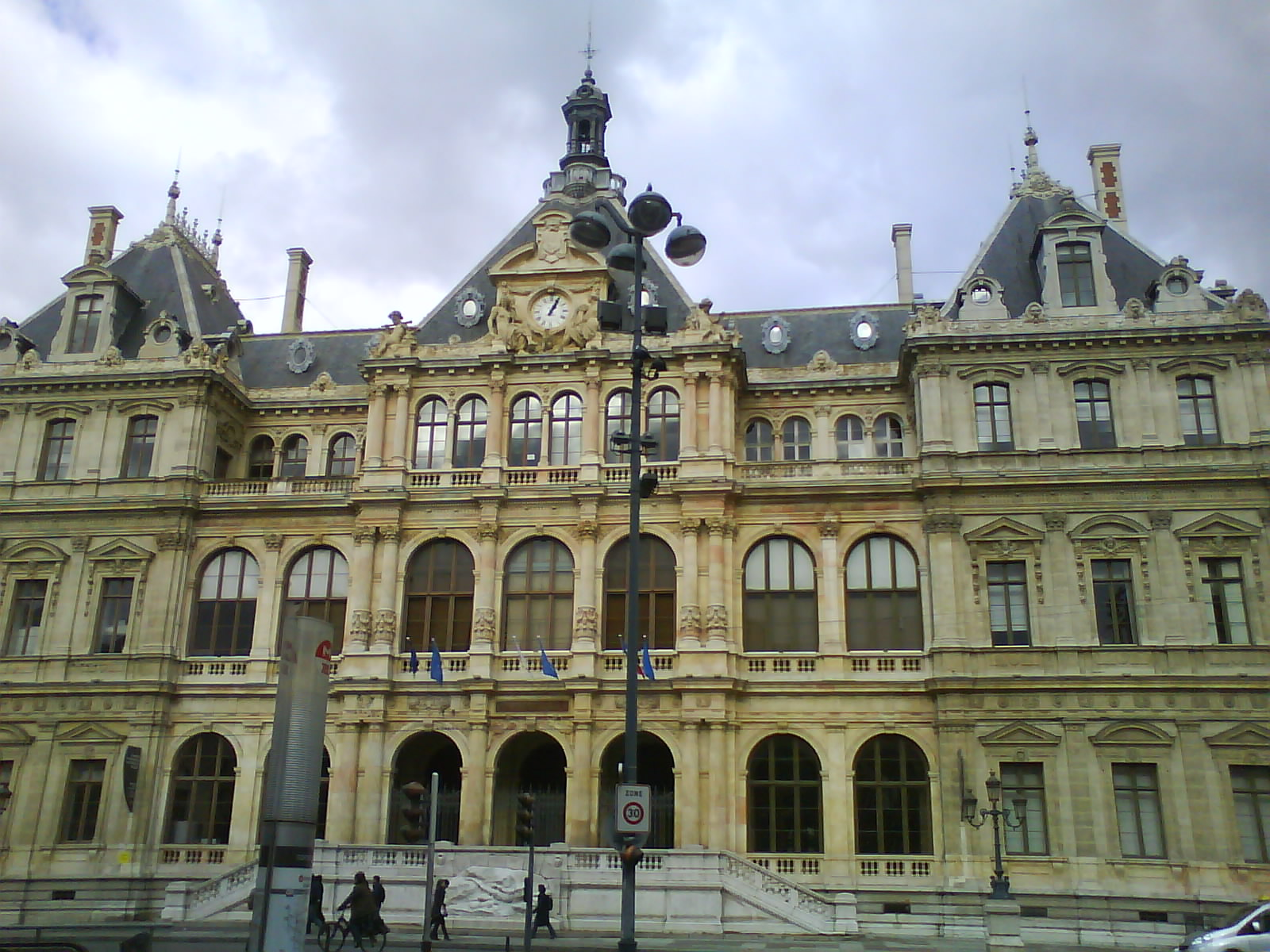
El Palau de la Borsa en el barri Cordeliers.
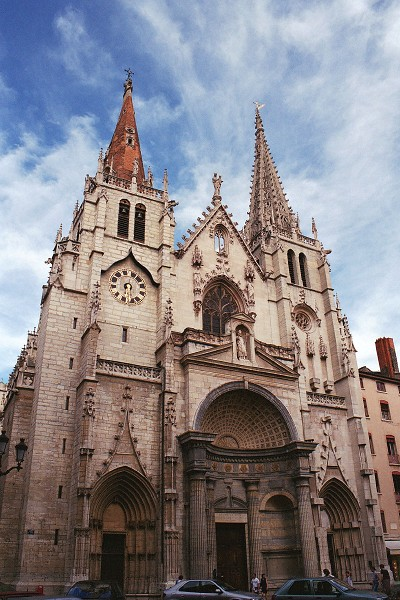
L'església Saint-Nizier.
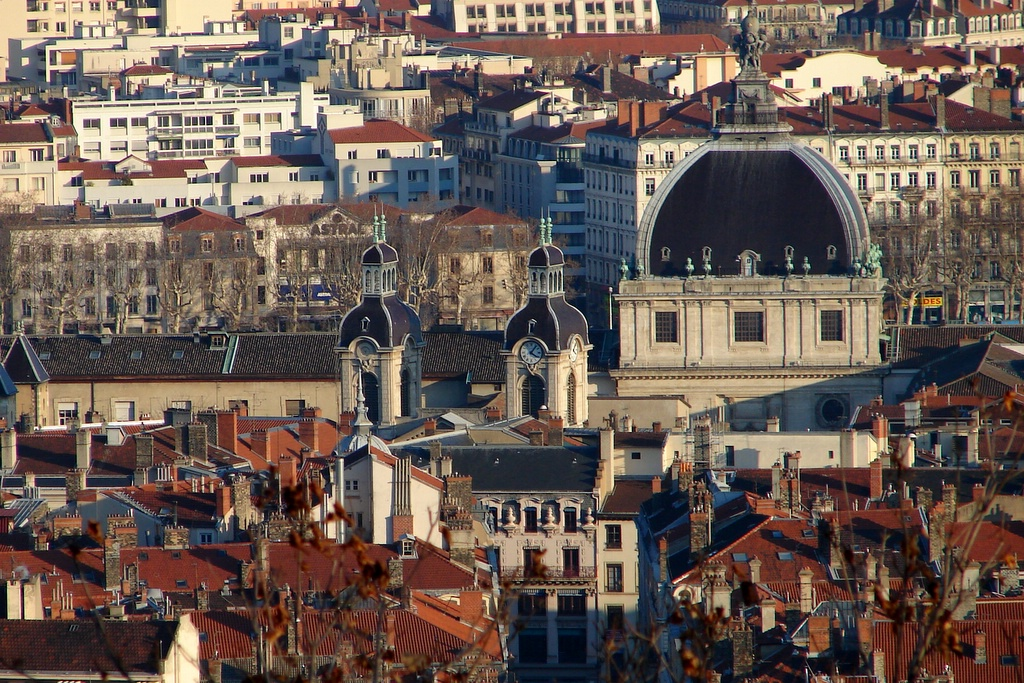
L' Hôtel-Dieu de Lyon.
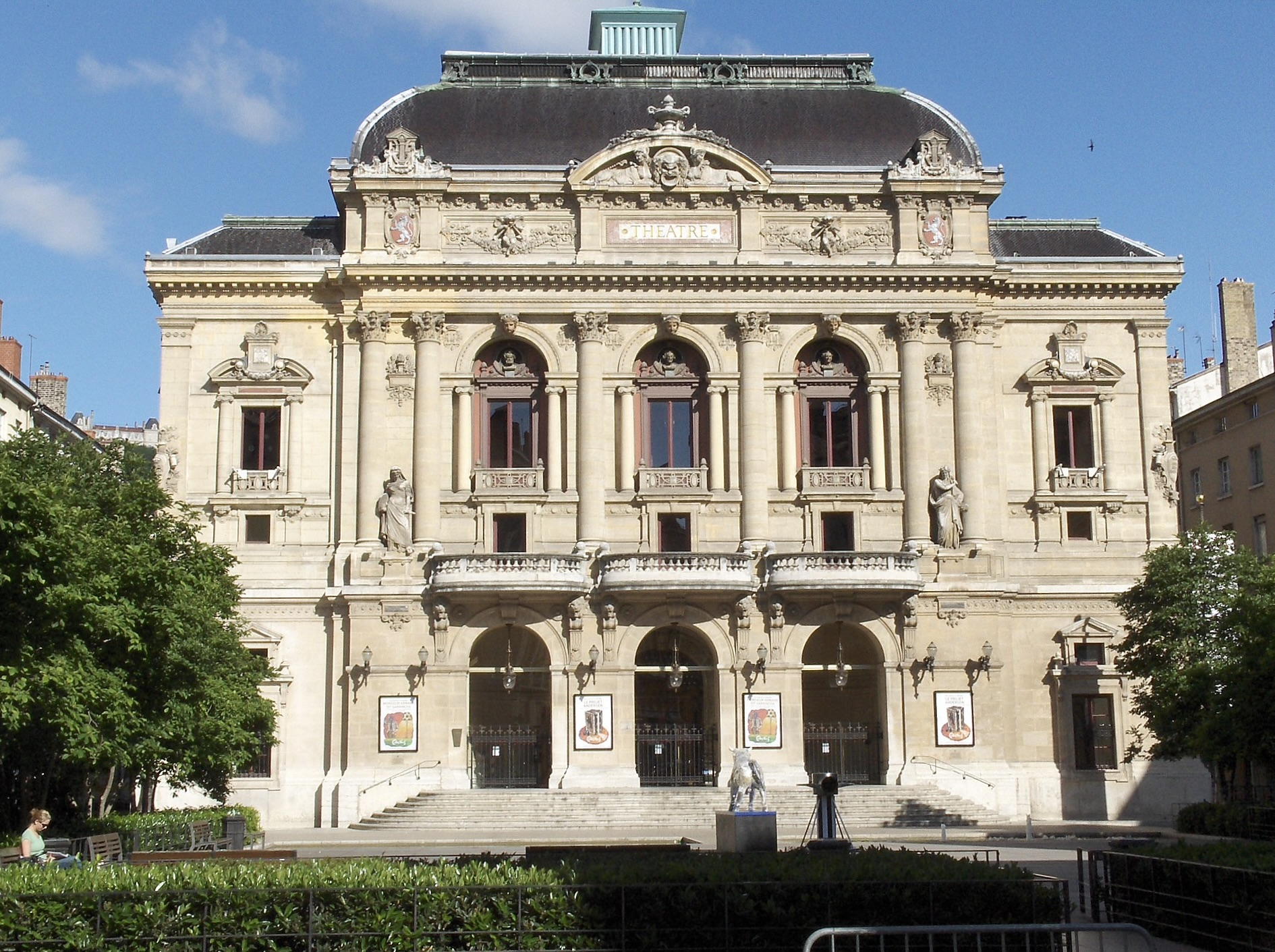
El Théâtre des Célestins.
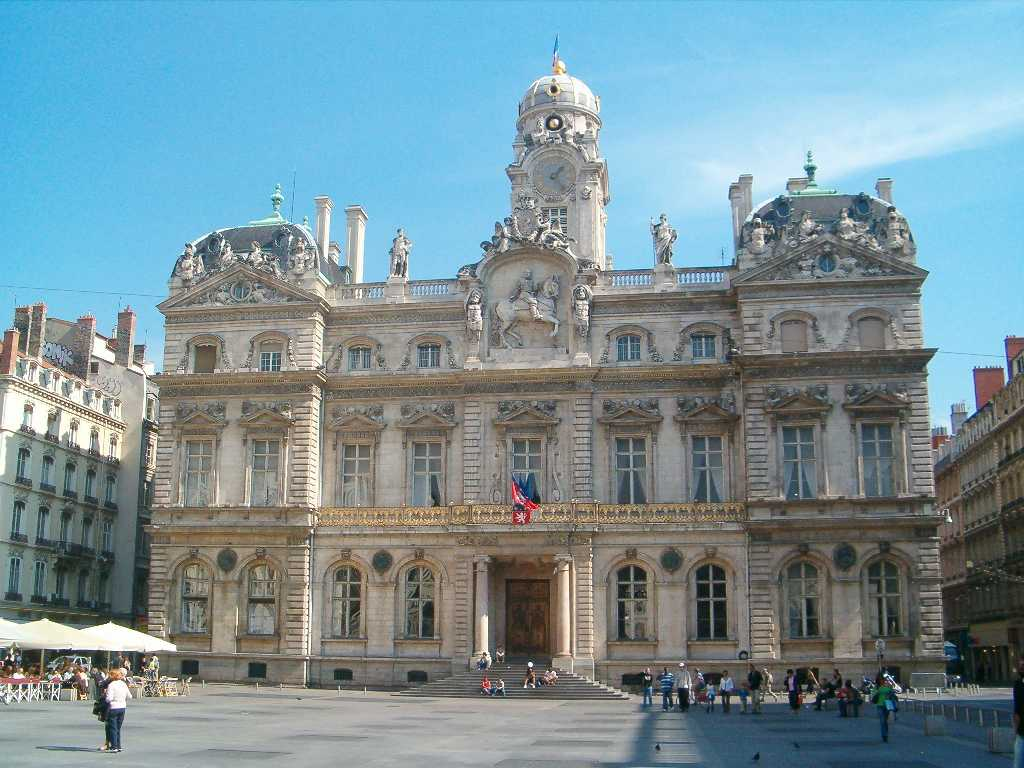
L'ajuntament de Lió.
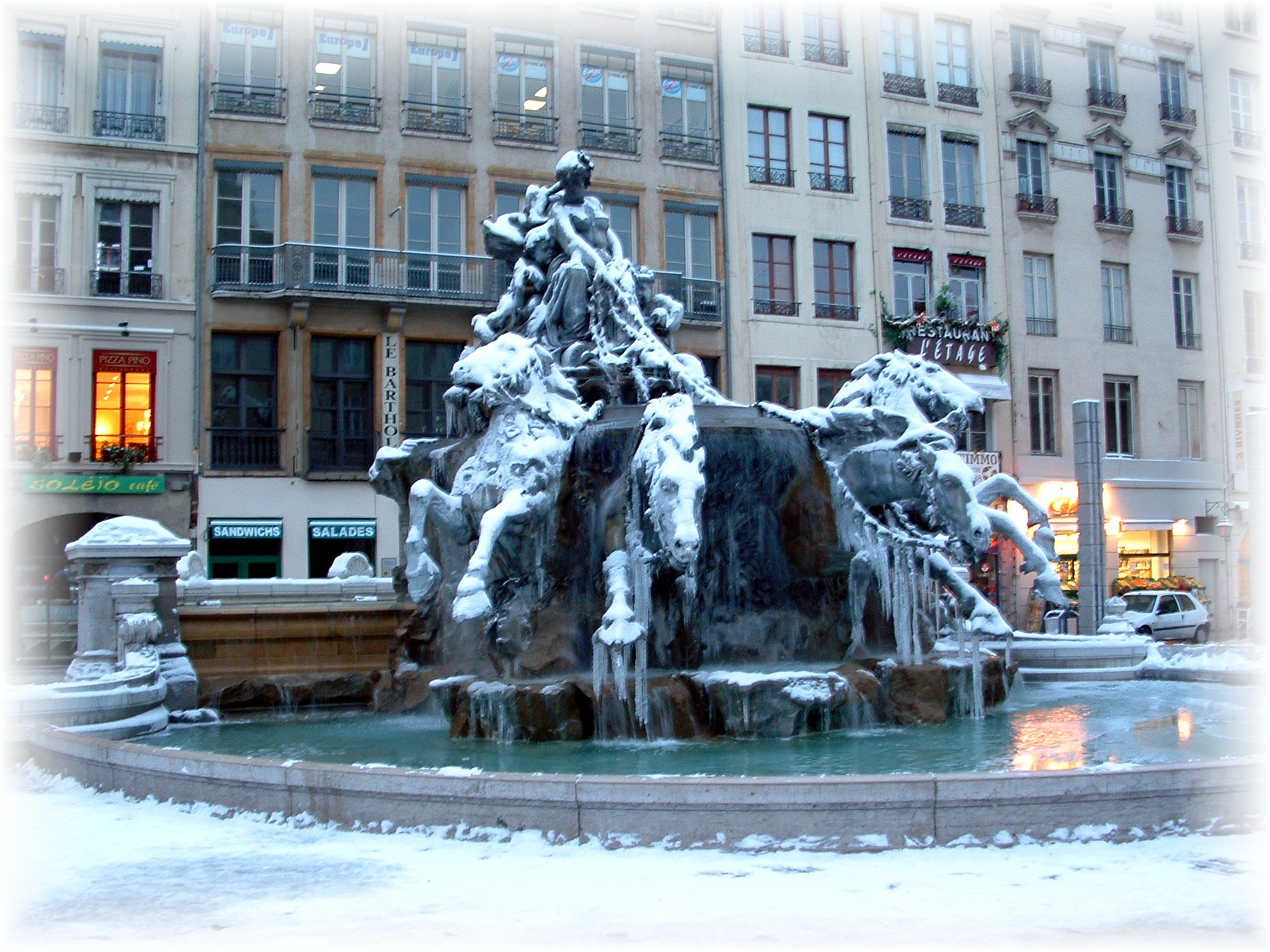
La font Bartholdi, Plaça des Terreaux.
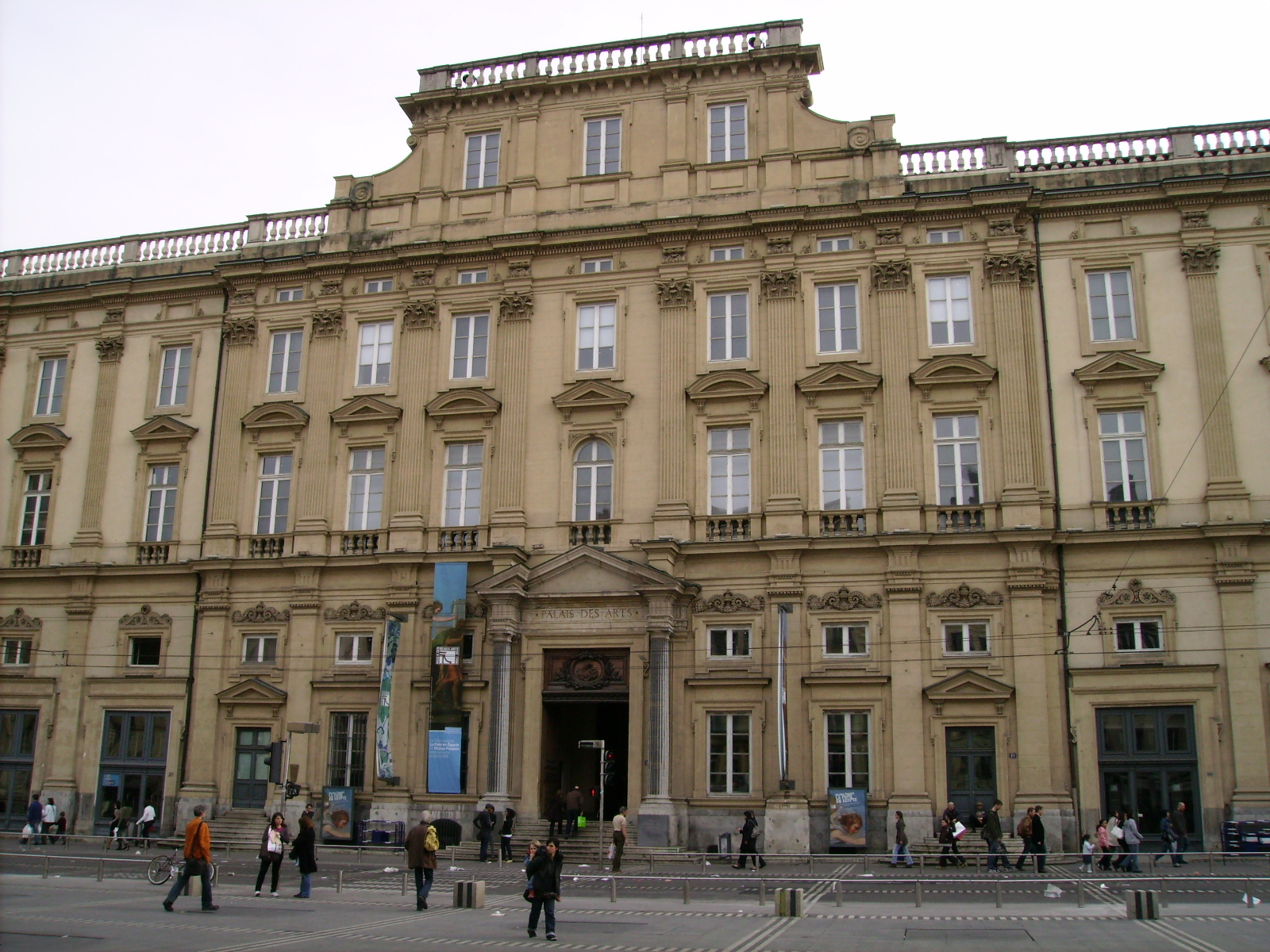
El Museu de Belles Arts de Lió (Palais Saint-Pierre).